# Thandiwe Newton
Melanie Thandiwe Newton Parker OBE (London; 1972. november 8. –) BAFTA- és Primetime Emmy-díjas brit színésznő, 1991-től 2021-ig használt neve Thandie Newton volt, 2021-től Thandiwe Newton néven szerepel filmjeiben.
A filmvásznon többek között szerepelt a Rabszolgalelkek (1998), a Mission: Impossible 2. (2000) és az Ütközések (2004) című filmekben – utóbbiért megkapta a legjobb női mellékszereplőnek járó BAFTA-díjat. Játszott továbbá A boldogság nyomában (2006), Condoleezza Rice szerepében a W. – George W. Bush élete (2008), a 2012 (2009) és a Solo: Egy Star Wars-történet (2018) című filmekben is.
2016 óta a HBO Westworld című sci-fi-sorozatában az öntudatára ébredő és sorsa ellen fellázadó android Maeve Millayt alakítja, aki egy bordélyház madámjaként dolgozik. Színészi játékát egyéb díjak és jelölések mellett a legjobb női mellékszereplőnek (drámasorozat) járó Primetime Emmy-díjjal, valamint Golden Globe-, Szaturnusz- és Screen Actors Guild-jelölésekkel jutalmazták. 2017-ben Roz Huntley főfelügyelőt alakította a BBC Line of Duty című drámasorozatában. Newton a szereppel egy televíziós BAFTA-jelölést szerzett, mint legjobb női főszereplő. 
2019-ben Brit Birodalom Rendjének tiszti rangjával (OBE) tüntették ki, színészi és jótékony tevékenysége méltányolásaként.

## Színészi pályafutása
A Flört (1991) című vígjáték-drámával debütált a filmvásznon, kisebb szerepek után a Brad Pitt és Tom Cruise főszereplésével készült Interjú a vámpírral (1994) című horrorfilmben alakított egy cselédet. 1995-ben szerepelt a Jefferson Párizsban című történelmi drámában, majd 1998-ban Jonathan Demme Rabszolgalelkek című horror-drámájában tűnt fel Oprah Winfrey és Danny Glover mellett főszereplőként – Newton egy fekete lány szellemét jelenítette meg, akit saját édesanyja ölt meg, hogy megóvja a rabszolgaságtól. Ezt követően a 2000-es Mission: Impossible 2.-ben kapott szerepet, ismét Tom Cruise oldalán. Szintén 2000-ben a férje, Ol Parker által írt It Was an Accident című, alacsony költségvetésű filmjében láthatták a nézők. Érdekesség, hogy a film kedvéért nem vállalta el a Charlie angyalai főszerepét, melyet így Lucy Liu játszhatott el.
2003 és 2005 között Makemba "Kem" Likasunak, Dr. John Carter szerelmének a szerepében volt látható a Vészhelyzet című sorozatban. Newton vendégszereplőként a sorozat 2009-es, befejező évadjába is visszatért. 2004-ben két filmben szerepelt: A sötétség krónikája című fantasyfilmben és az Ütközések című filmdrámában. Utóbbival a következő évben megnyerte a legjobb női mellékszereplőnek járó BAFTA-díjat. 2006-ban a főszereplő Chris Gardner (Will Smith) feleségének szerepét vállalta el A boldogság nyomában című filmdrámában.
2007-ben Eddie Murphyvel közösen szerepelt a Norbit című filmvígjátékban, majd 2008-ban Simon Pegg exbarátnőjét alakította a Fuss, dagi, fuss! című komédiában. Szintén ebben az évben formálta meg Condoleezza Rice amerikai külügyminisztert Oliver Stone W. – George W. Bush élete című életrajzi filmjében. A 2012 (2009) című katasztrófafilmben a filmbeli amerikai elnök lányát játszotta. 2013 és 2015 között a Bűnös utakon című drámasorozatban kapott főszerepet.
2016-tól alakítja az android Maeve Millayt a HBO Westworld című sci-fi-drámájában. Alakításával kivívta a kritikusok elismerését és 2018-ban – egyéb díjak és jelölések mellett – Primetime Emmy-díjat nyert legjobb női mellékszereplő – drámasorozat kategóriában. A 2018-ban bemutatott Solo: Egy Star Wars-történet című Csillagok háborúja folytatásban Val szerepében tűnt fel.

## Magánélete
1998 óta Ol Parker filmrendező, forgatókönyvíró és producer felesége. Három gyermekük született: két lány (Ripley, Nico) és egy fiú (Booker Jombe). Newton mindhárom gyermekét otthon szüléssel hozta világra. Kezdő színésznőként, tizenhat éves korától kezdve hatéves, általa később „önpusztítónak” nevezett párkapcsolatban élt a nála több mint két évtizeddel idősebb John Duigan filmrendezővel. Duigant Ausztráliában, a Flört című film forgatása kapcsán ismerte meg, mely Newton első filmje volt.
Állítása szerint karrierje kezdetén egy filmrendező zaklatásának áldozata lett: a rendező egy szexuális jellegű castingvideót készített róla, melyet később a barátainak mutogatott. Newton részben ezért vállalta el a Westworld című sorozatban Maeve sok meztelenkedéssel járó szerepét. Úgy vélte, a szerep visszatükrözi a szexuális bántalmazás áldozatainak tapasztalatait, miközben olyan morális kérdéseket is felvet, mint például mit jelent emberi lénynek lenni.
A színésznő vegán, a PETA egyesült királyságbeli szervezete „2014 legszexisebb vegánjává” választotta meg. Saját bevallása szerint ateista.

## Filmográfia

### Film
| Év   | Magyar cím                                                    | Eredeti cím                                   | Szerep                     | Magyar hang     |
| ---- | ------------------------------------------------------------- | --------------------------------------------- | -------------------------- | --------------- |
| 1991 | Flört                                                         | Flirting                                      | Thandiwe Adjewa            | Vadász Bea      |
| 1993 | Egy lövés a fejbe, öt a testbe                                | The Young Americans                           | Rachael Stevens            | Tóth Ildikó     |
| 1993 | Egy lövés a fejbe, öt a testbe                                | The Young Americans                           | Rachael Stevens            | Molnár Ilona    |
| 1994 |                                                               | Loaded                                        | Zita                       |                 |
| 1994 | Interjú a vámpírral                                           | Interview with the Vampire                    | Yvette                     |                 |
| 1995 | Jefferson Párizsban                                           | Jefferson in Paris                            | Sally Hemings              |                 |
| 1995 | August King utazása                                           | The Journey of August King                    | Annalees                   | Tóth Ildikó     |
| 1996 | A felforgató                                                  | The Leading Man                               | Hilary Rule                | Madarász Éva    |
| 1997 | Az utolsó belövés                                             | Gridlock'd                                    | Barbara "Cookie" Cook      | Györgyi Anna    |
| 1998 | Ostrom                                                        | Besieged                                      | Shandurai                  |                 |
| 1998 | Rabszolgalelkek                                               | Beloved                                       | Beloved                    |                 |
| 2000 | Mission: Impossible 2.                                        | Mission: Impossible 2                         | Nyah Nordoff-Hall          | Németh Borbála  |
| 2000 |                                                               | It Was an Accident                            | Noreen Hurlock             |                 |
| 2002 | Charlie kettős élete                                          | The Truth About Charlie                       | Regina Lambert             | Németh Borbála  |
| 2002 | Charlie kettős élete                                          | The Truth About Charlie                       | Regina Lambert             | Major Melinda   |
| 2003 | A nagy trükk                                                  | Shade                                         | Tiffany                    | Györgyi Anna    |
| 2004 | A sötétség krónikája                                          | The Chronicles of Riddick                     | Dame Vaako                 | Németh Borbála  |
| 2004 | Ütközések                                                     | Crash                                         | Christine Thayer           | Götz Anna       |
| 2006 |                                                               | The Interrogation of Leo and Lisa (rövidfilm) | Mona Lisa                  |                 |
| 2006 | A boldogság nyomában                                          | The Pursuit of Happyness                      | Linda                      | Németh Borbála  |
| 2007 | Norbit                                                        | Norbit                                        | Kate Thomas                | Németh Borbála  |
| 2007 | Fuss, dagi, fuss!                                             | Run Fatboy Run                                | Libby                      | Horváth Lili    |
| 2008 | Spíler                                                        | RocknRolla                                    | Stella                     | Bánfalvi Eszter |
| 2008 | Hogy veszítsük el barátainkat és idegenítsük el az embereket? | How to Lose Friends & Alienate People         | önmaga                     |                 |
| 2008 | W. – George W. Bush élete                                     | W.                                            | Condoleezza Rice           | Udvarias Anna   |
| 2009 | 2012                                                          | 2012                                          | Laura Wilson               | Németh Borbála  |
| 2010 |                                                               | Huge                                          | Kris                       |                 |
| 2010 | Eltűnések a 7. utcában                                        | Vanishing on 7th Street                       | Rosemary                   |                 |
| 2010 |                                                               | For Colored Girls                             | Tangie                     |                 |
| 2011 |                                                               | Retreat                                       | Kate                       |                 |
| 2012 |                                                               | Good Deeds                                    | Lindsey Wakefield          |                 |
| 2013 |                                                               | Half of a Yellow Sun                          | Olanna                     |                 |
| 2018 | Gringo                                                        | Gringo                                        | Bonnie Soyinka             | F. Nagy Erika   |
| 2018 | Solo: Egy Star Wars-történet                                  | Solo: A Star Wars Story                       | Val                        | Németh Borbála  |
| 2018 | John F. Donovan halála és élete                               | The Death and Life of John F. Donovan         | Audrey Newhouse            |                 |
| 2021 | Új múlt                                                       | Reminiscence                                  | Reminiscence               | Németh Borbála  |
| 2022 | Isten országa                                                 | God's Country                                 | Sandra GuidrySandra Guidry |                 |
| 2022 | A múlt pengéi                                                 | All the Old Knives                            | Celia Harrison             |                 |
| 2023 | Csibefutam: A csirkefalatok hajnala                           | Chicken Run: Dawn of the Nugget               | Rozsda (hang)              | Román Judit     |
| 2024 | Mufasa: Az oroszlánkirály                                     | Mufasa: The Lion King                         | Eshe (hang)                | Bánfalvi Eszter |

### Televízió
| Év        | Magyar cím                  | Eredeti cím        | Szerep                             | Megjegyzések                                          |
| --------- | --------------------------- | ------------------ | ---------------------------------- | ----------------------------------------------------- |
| 1991      | Kard és hűség               | Pirate Prince      | Becky Newton                       | tévéfilm                                              |
| 1997      |                             | In Your Dreams     | Clare                              | tévéfilm                                              |
| 2003–2009 | Vészhelyzet                 | ER                 | Makemba "Kem" Likasu               | visszatérő szereplő (14 epizód)                       |
| 2006      | Amerikai fater              | American Dad!      | Makeva (hangja)                    | 1 epizód                                              |
| 2013–2015 | Bűnös utakon                | Rogue              | Grace Travis                       | főszereplő (24 epizód)                                |
| 2015      |                             | The Slap           | Aisha                              | főszereplő (8 epizód)                                 |
| 2016–2022 | Westworld                   | Westworld          | Maeve Millay                       | - főszereplő - magyar hangja: - Németh Borbála        |
| 2017      | A becsület védelmében       | Line of Duty       | Roseanne "Roz" Huntley főfelügyelő | főszereplő                                            |
| 2019–     | Hormonokkal túlfűtve        | Big Mouth          | Mona (hangja)                      | mellékszereplő                                        |
| 2021      | RuPaul – Drag Queen leszek! | RuPaul's Drag Race | önmaga                             | 2 epizód                                              |
| 2022–2023 | Emberi erőforrások          | Human Resources    | Mona (hangja)                      | - visszatérő szerep - magyar hangja: - Németh Borbála |
| 2025      | Wednesday                   | Wednesday          | Dr. Fairburn                       | vendégszereplő (2. évad)                              |

## Fontosabb díjak és jelölések
| Díj                     | Kategória                                                       | Jelölés éve | Jelölt mű                     | Eredmény |
| ----------------------- | --------------------------------------------------------------- | ----------- | ----------------------------- | -------- |
| Golden Globe-díj        | legjobb női mellékszereplő (sorozat, minisorozat vagy tévéfilm) | 2017        | Westworld                     | Jelölve  |
| Golden Globe-díj        | legjobb női mellékszereplő (sorozat, minisorozat vagy tévéfilm) | 2019        | Westworld                     | Jelölve  |
| Primetime Emmy-díj      | legjobb női mellékszereplő (drámasorozat)                       | 2017        | Westworld                     | Jelölve  |
| Primetime Emmy-díj      | legjobb női mellékszereplő (drámasorozat)                       | 2018        | Westworld                     | Elnyerte |
| Screen Actors Guild-díj | legjobb szereplőgárda (mozifilm)                                | 2006        | Ütközések (2005)              | Elnyerte |
| Screen Actors Guild-díj | legjobb színésznő (drámasorozat)                                | 2017        | Westworld                     | Jelölve  |
| Screen Actors Guild-díj | legjobb szereplőgárda (drámasorozat)                            | 2017        | Westworld                     | Jelölve  |
| BAFTA-díj               | legjobb női mellékszereplő                                      | 2006        | Ütközések (2005)              | Elnyerte |
| BAFTA-díj               | legjobb női főszereplő (televízió)                              | 2018        | A becsület védelmében         | Jelölve  |
| Szaturnusz-díj          | legjobb televíziós női mellékszereplő                           | 2017        | Westworld                     | Jelölve  |
| Arany Málna díj         | legrosszabb női mellékszereplő                                  | 2001        | Mission: Impossible 2. (2000) | Jelölve  |

2019-ben a színésznőt művészi, illetve jótékony tevékenységéért a Brit Birodalom Rendjének tiszti rangjával (OBE) tüntették ki.

## Fordítás
- Ez a szócikk részben vagy egészben  a   Thandiwe Newton című angol Wikipédia-szócikk fordításán alapul.  Az eredeti cikk szerkesztőit annak laptörténete sorolja fel. Ez a jelzés csupán a megfogalmazás eredetét és a szerzői jogokat jelzi, nem szolgál a cikkben szereplő információk forrásmegjelöléseként.